# معركة سوموسيرا

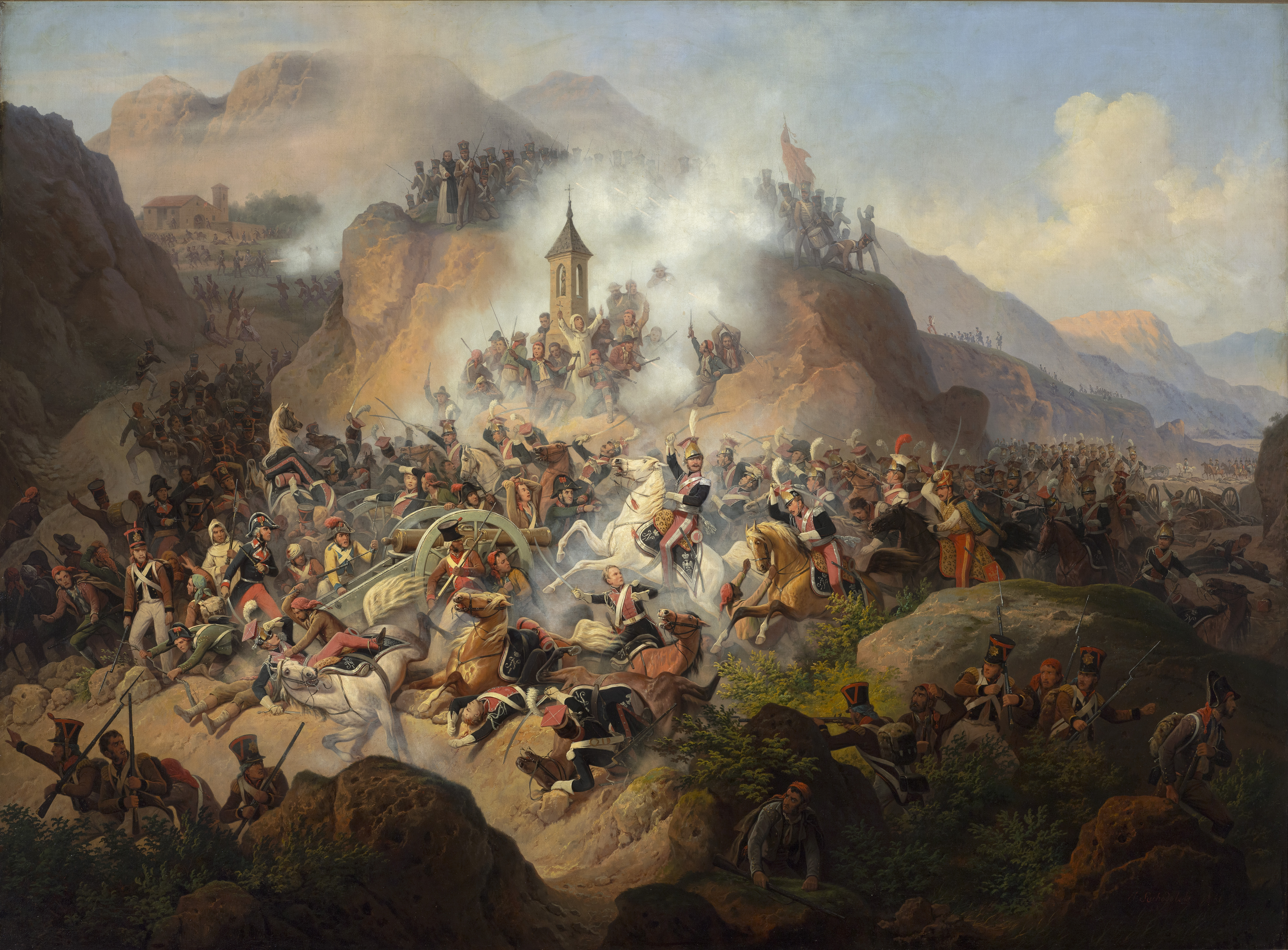
يناير سوخودولسكي، معركة سوموسيرا

وقعت معركة سوموسيرا في 30 نوفمبر 1808، أثناء حرب شبه الجزيرة ، عندما تمكنت قوة فرنسية - إسبانية - بولندية مشتركة تحت القيادة المباشرة من نابليون بونابرت من إجبار فرقة إسبانية متمركزة في سييرا دي جواداراما ، والتي كانت تحمي مدريد من الهجوم الفرنسي المباشر. عند ممر جبل سوموسيرا ، على بعد (97 كيلومتر) شمال مدينة مدريد، كانت هناك مفرزة إسبانية من الجنود النظاميين والمتطوعين والمدفعية بقيادة بينيتو دي سان خوان، تهدف إلى منع تقدم نابليون نحو العاصمة الإسبانية مدريد.